# Soziale Medien
Soziale Medien oder englisch Social Media sind digitale Medien bzw. Plattformen (Social Software), die es Nutzern ermöglichen, sich im Internet zu vernetzen, sich also untereinander auszutauschen und mediale Inhalte einzeln, in einer definierten Gemeinschaft oder offen in der Gesellschaft zu erstellen, zu diskutieren und weiterzugeben.
Soziale Medien können das schnelle Verbreiten von Wissen, Meinungen und anderen Informationen unterstützen. Sie sind einer der meistgenutzten Onlinedienste. Von den 5,4 Milliarden Internetnutzern Anfang 2024 benutzten mehr als 5 Milliarden soziale Medien. Der verbreitetste und bekannteste Typ von sozialen Medien sind die sozialen Netzwerke.

## Begriffsbestimmungen, nähere begriffliche Eingrenzungen
Unter sozialen Medien werden alle digitalen Medien verstanden, die ihre Nutzer über Kanäle in der gegenseitigen Kommunikation und im interaktiven Austausch von Informationen unterstützen. Andreas M. Kaplan und Michael Haenlein definieren soziale Medien als „eine Gruppe von Internetanwendungen, die auf den technologischen und ideologischen Grundlagen des Web 2.0 aufbauen und das Erstellen und den Austausch von User Generated Content ermöglichen“.
Kietzmanns Social Media Honeycomb beschreibt, inwieweit sich diese Internetanwendungen in dem Ausmaß unterscheiden, in welchem sie auf einige der nachgenannten sieben Bausteine sozialer Medien einen Schwerpunkt legen: nämlich auf Identität, auf Gespräche, auf Austausch, auf Präsenz, auf Beziehungen, auf Reputation und auf Gruppen.
Im Unterschied zu traditionellen Massenmedien besteht weniger oder kein soziales Gefälle zwischen Sender und Rezipienten (Sender-Empfänger-Modell). Als Kommunikationsmittel werden dabei Text, Bild, Audio oder Video verwendet. Soziale Interaktionen und kollaboratives Schreiben  – unter dem umfassenderen Konzept Social Collaboration noch weitreichender in einer Begrifflichkeit verbalisiert – haben in sozialen Medien Bedeutung und ersetzen mediale Monologe (one to many).
Der Begriff soziale Medien dient auch zur Beschreibung einer neuen Erwartungshaltung an die Kommunikation und wird zur Abgrenzung vom Begriff Medium für ein Druckwerk oder einen Rundfunkkanal stets im Plural verwendet. Dies soll signalisieren, dass es sich um mehr handelt als um einzelne Medien oder Kanäle. Das gemeinsame Erstellen, Bearbeiten und Verteilen von Inhalt, unterstützt von interaktiven Anwendungen, bis hin zum Ansehen, Lesen und Verstehen findet im Web 2.0 dessen wegbereitendes Set an Ideen.

## Entwicklung und Markt
Das Interesse an den sozialen Medien ist seit Mitte der 1990er Jahre zu beobachten, der Begriff selbst wurde erstmals 1994 auf einer Konferenz in Tokyo verwendet.
Zahlreiche Unternehmen nutzen wirtschaftliche Potenziale dieser Medienform im Rahmen ihrer Kommunikationspolitik. Viele haben hierfür eigene Strukturen und Funktionen (Social Media Marketing und Social-Media-Management).
Neben der Kommunikationswissenschaft ist die Sozioinformatik entstanden. 
Sie beschäftigt sich unter anderem mit Fragestellungen zu sozialen Medien.

### Technische Entwicklung
Der erste Vorläufer von heutigen Social-Media-Plattformen war PLATO, welche als Lernplattform der Universität von Illinois in einer ersten Version 1960 in Betrieb genommen wurde. In weiteren Versionen wurde zentrale Funktionen für Social Media, wie Chaträume, Message Boards und Instant Messaging eingeführt und die Zahl möglicher Nutzer stetig erhöht.
1973 wurde auf PLATO das Chat Programm Talkomatic entwickelt, welches erstmals für Chats in Echtzeit von kleinen Gruppen verwendet wurde, wobei sich jeweils bis zu fünf Teilnehmer in maximal sechs Gruppen austauschen konnten.
Weitere wichtige Meilensteine waren das Bulletin Board System (BBS), FidoNet, CompuServe, welche in den 1980er Jahren erstmal den breiten Austausch über das Internet ermöglichten. Ab 1997 war SixDegrees.com eine entscheidende Plattform, die weitere wichtige Funktionen einführte und damit über eine Million Benutzer erreichte: Das Erstellen von Profilseiten, die Auflistung von Freundschaftsbeziehungen zu anderen Nutzern und das Durchsuchen der Freundeslisten anderer Benutzer.

## Klassifikation
Soziale Medien lassen sich in zwei Kategorien einteilen:
- in soziale Medien mit dem vorherrschenden Ziel der Kommunikation
- in soziale Medien, die auch zur Kommunikation eingesetzt werden, deren Fokus jedoch außerdem auf dem Inhalt liegt, welchen die Nutzer generieren, bearbeiten und miteinander austauschen (siehe auch User-generated content)

Soziale Medien können viele verschiedene Formen annehmen und lassen sich unter anderem in folgenden Kategorien zusammenfassen: soziale Netzwerke (im engeren Sinn), Blogs, berufliche Netzwerke (business networks), Kollektivprojekte (collaborative projects), unternehmensinterne soziale Netzwerke (enterprise social networks), Foren, Mikroblogs, Foto-Sharing, Produkt-/Service-Reviews, Social Bookmarks, soziale Spiele, Videoportale und virtuelle Welten.
Mittels Theorien aus der Medienforschung (Medienreichhaltigkeitstheorie, Social-Presence-Theorie) und der Sozialforschung (Impression-Management, Self-Disclosure-Theorie) entwickelten Kaplan und Haenlein im Jahr 2010 eine Klassifikation, die soziale Medien damals in sechs unterschiedliche Gruppen einteilte: Kollektivprojekte (z. B. Wikipedia), Blogs und Mikroblogs (z. B. Twitter), Content Communities (z. B. YouTube), soziale Netzwerke (z. B. Facebook), MMORPGs und soziale virtuelle Welten (Virtual Game Worlds und Virtual Social Worlds) (z. B. Second Life oder World of Warcraft).

## Soziale Medien gegenüber und im Verhältnis zu klassischen Massenmedien
Soziale Medien sind zu unterscheiden von traditionellen Massenmedien wie z. B. Zeitungen, Radio, Fernsehen und Film.
Soziale Medien stützen sich ausschließlich auf digitale Kommunikationskanäle und Anwendungen.
Des Weiteren weisen sie relativ geringe Eintrittsbarrieren auf, wie z. B. geringe Kosten, unkomplizierte Produktionsprozesse und einfache Zugänglichkeit der Werkzeuge für die Veröffentlichung und Verbreitung von Inhalten jeder Art, die sowohl für Unternehmen als auch für Privatpersonen einsetzbar sind. Programmierkenntnisse sind in der Regel nicht erforderlich. Hingegen erfordern klassische Massenmedien umfängliche Ressourcen und Produktionsprozesse, um Veröffentlichungen zu realisieren.

### Unterscheidungsmerkmale
Während Massenmedien wie das Fernsehen auf die lineare Kommunikation eines Broadcast setzen, unterliegt die Kommunikation von sozialen Medien neben einem hohen Echtzeitfaktor auch dem Prinzip des Long Tail zur Generierung von Aufmerksamkeit und Reichweite. Weiterhin ist die Kommunikation in sozialen Medien nicht eindimensional vom Unternehmen zum Kunden hin.
Einige Eigenschaften, die bei der Differenzierung helfen, sind beispielsweise:
- Reichweite: Beide, soziale Medien und Massenmedien, ermöglichen es, global präsent zu sein.
- Multimedialität: Soziale Medien ermöglichen die beliebige Kombination von Text, Ton und Video.
- Zugänglichkeit: Die Produktion von Massenmedien obliegt i. d. R. privaten oder öffentlichen Unternehmen. Werkzeuge Sozialer Medien sind für jedermann kostengünstig zugänglich.
- Benutzerfreundlichkeit (englisch usability): Die Produktion von Massenmedien setzt Spezialkenntnisse und eine umfassende Ausbildung voraus. Diese Ausprägung der Kenntnisse ist im Rahmen sozialer Medien deutlich geringer.
- Zeitraum bis zur Veröffentlichung: Zwischen einem Ereignis und der Veröffentlichung über Massenmedien, insbesondere von periodischen, liegt ein gewisser Zeitraum. Soziale Medien ermöglichen es, unmittelbar und ohne Zeitverzug zu veröffentlichen.
- Aktualität: Ein Beitrag in einem Massenmedium (z. B. Zeitungsartikel) kann nach Erstellung und Veröffentlichung nicht mehr verändert werden. Soziale Medien ermöglichen es, nahezu ohne Zeitverzug Änderungen an Veröffentlichungen vorzunehmen.
- Pull-Medium: Neue Inhalte oder Veränderungen werden vom Konsumenten aktiv angefordert oder auch nicht angenommen. Es gibt kein fest definiertes Rundfunkprogramm oder Blattinhalt. Mit Web-Feeds oder Timelines kann Inhalt selektiv angefragt werden.

### Politische Auswirkungen
Soziale Medien können gesellschaftspolitisch desinformierend wirken: In zwei Studien aus den USA mit insgesamt über 2.000 Teilnehmern wurde im Rahmen von zwei US-Präsidentschaftswahlen der Einfluss von Social Media auf das Allgemeinwissen zu politischen Themen untersucht. Die Ergebnisse zeigten, dass die Häufigkeit der Facebook-Nutzung moderat negativ mit politischem Allgemeinwissen verbunden war. Dies galt auch bei Berücksichtigung demographischer, politisch-ideologischer Variablen und ursprünglichem politischem Wissen zu einem früheren Zeitpunkt. Letzterem entsprechend ist eine Kausalbeziehung naheliegend: Je höher der Facebook-Konsum, desto mehr kann das politische Allgemeinwissen abnehmen.
Konsens und Kompromiss kommen laut Henrik Müller im politischen Diskurs kaum mehr zum Tragen. Öffentliche Diskurse im Social-Media-Zeitalter seien „durchzogen von Polarisierungen, Herdentrieben und erratischen Wenden“. Müller konstatiert zudem Angleichungstendenzen des herkömmlichen Journalismus an das Erscheinungsbild der sozialen Medien. Tweets oder Facebook-Posts lockten als schnelle und billige Quellen zur Anreicherung aktueller Themen mit Meinungsäußerungen prominenter Stimmen. Diese könnten so ihre Botschaften treffsicher verkünden und blieben von unbequemen Nachfragen womöglich eigensinniger Journalisten verschont. Theoretisch sei eine Gesellschaft denkbar, so Müller, in der zwar Meinungsfreiheit herrscht, der klassische Journalismus jedoch weitgehend abgestorben ist. Pressestellen von staatlichen Institutionen, Parteien, Verbänden, Unternehmen u. a. m. blieben in der Verbreitung ihrer Positionen praktisch ungestört. „Gelder sind vorhanden, und zwar reichlich, anders als im darbenden Journalismus, der unter versiegenden Werbeerlösen und Gratisinhalten im Netz leidet. [...] Sollte sich diese Entwicklung fortsetzen, wäre das desaströs. Denn sie bedeutete nichts anderes, als dass sich das freiheitliche System von innen heraus auflöst.“

## Technologien
Es existiert eine Vielzahl an Technologien sozialer Medien in den Bereichen Kommunikation, Kollaboration, Wissensmanagement, Multimedia, Unterhaltung.
- Im Bereich der Kommunikation gibt es Blogs, Webinare, Mikroblogging, soziale Netzwerke, Social-Network-Aggregatoren, Event-Portale, Newsgruppen, Foren und Instant Messenger.
- Für die Zusammenarbeit und das Wissensmanagement existieren Wikis, Social Bookmarks / Social Tagging, Bewertungsportale und Auskunftsportale.
- Im Multimediabereich sind die Technologien Foto-Sharing, Video-Sharing, Livecasting, Vlogs und Podcasts verbreitet.
- In der Unterhaltungsbranche gibt es beispielsweise virtuelle Welten und Onlinespiele und Mobile Apps.
- Verschiedene Technologien können mittels Aggregation sozialer Medien vereint werden.

Heutzutage sind Weblogs, Foren, Social Networks, Wikis und Podcasts die verbreitetsten Technologien sozialer Medien:
- individualisierte Webseiten (auch Profile genannt) und Blogs, mit denen Nutzer diskutieren und ihre Erfahrungen, Meinungen und Wissen zu spezifischen Themen austauschen können.
- Mobile Apps: interaktive Game-Apps im TV, zum Beispiel Quizapp von der ARD-TV-Sendung Quizduell.
- Soziale Netzwerke: technisch gesprochen eine Anzahl an Knoten (einzelne Anwender oder Gruppen), verbunden mit einer bestimmten Menge Kanten dazwischen. Die Kanten beschreiben die Interaktionen zwischen den Knoten. Dabei unterliegt es dem small world phenomenon[19] sowie der Nutzung des Effektes, der durch die sogenannten Weak Ties[20] entsteht. Dabei wird angenommen, dass es in Netzwerken neben stark vernetzten Knoten (Strong Ties) auch schwach vernetzte (Weak Ties) in Gruppen gibt. Ihr theoretischer Nutzen liegt darin, dass gerade Verbindungen zu flüchtigen Bekannten oft zu großen Informationssprüngen führen können. Bei einem schwach vernetzten Knoten ist die Wahrscheinlichkeit höher, dass dieser in anderen Kreisen verkehrt und somit Zugang zu anderen Informationen besitzt, als bei eng befreundeten Knoten. Social Networks können wegen der Vernetzung von Mitgliedern früher flüchtige soziale Beziehungen (Bekanntschaften, Klassengemeinschaften etc.) mit der Institutionalisierung digitaler Austauschverhältnisse stabilisieren.[21]
- Wikis: Hypertext-Systeme für Websites, deren Inhalte von den Benutzern gelesen und auch online bzw. im Netzwerk geändert werden können. Einer der Vorteile von Wikis ist, dass der Inhalt kontinuierlich durch die Gemeinschaft geprüft, aktualisiert und verbessert wird. Ein weiterer Vorteil ist, dass die Nutzer auf bisher noch nicht vorhandenes Wissen verlinken können, wodurch Wikis einen organischen Charakter aufweisen, welcher eine evolutionäre Entwicklung der beinhaltenden Informationen, in Abhängigkeit von den Nutzerbedürfnissen, ermöglicht. Ein weiterer interessanter Aspekt ist, dass durch die Verlinkung von schon vorhandenem Wissen in andere Bereiche neues Wissen entstehen kann. Unternehmen nutzen Wikis im Hinblick auf Wissensmanagement, Projektdokumentation und Kommunikation. Diese Wikis werden auch Enterprise Wikis genannt.
- Podcasts: produzierte Mediendateien, die über das Internet oder das firmeneigene Intranet angeboten werden. Diese können aus Video- oder Audiodaten bestehen, welche unabhängig von der Zeit abgerufen werden können.

Weiterhin lassen sich folgende Erscheinungsformen zu Technologien soziale Medien zählen:
- Media Sharing: Auf Media Sharing Sites können Nutzer multimediale Inhalte veröffentlichen, z. B. Videos, Bilder, Podcasts oder andere mediale Formen.[22]
- Social Bookmarks: Im Vordergrund steht hier das Erfassen und Kategorisieren von Internetverweisen.[23] Gefundene und interessante Links können verwaltet und geteilt werden.
- Social News: Auf Social-News-Websites können Nutzer interessante Webinhalte weiterempfehlen. Diese Webinhalte können beispielsweise einzelne Artikel, Videos oder Bilder sein.[24]

## Bedeutung für die Bürgergesellschaft
Soziale Medien weisen eine Wahlverwandtschaft zu Grundprinzipien der Bürgergesellschaft wie Selbstorganisation und Eigenverantwortung, Partizipation und freier Assoziation auf. In den Ressourcen von Social Media liegt daher Innovations- und Synergiepotenzial für bürgerschaftliches Engagement.
Die Kommunikationsmöglichkeiten via Social Media eröffnen für das individuelle Engagement neue Wege der Selbstorganisation, der Aktivierung von Ressourcen in Netzwerken (Wissen, Kompetenzen, finanzielle Mittel), der Bürgerbeteiligung und Einflussnahme. Mit Hilfe von Anwendungen Sozialer Medien kann Öffentlichkeit für die eigenen Themen gezielt aufgebaut, informiert, vernetzt und für die eigenen Ziele aktiviert werden – für Online-Aktivitäten und für Engagement- und Protestformen in der „realen“ Welt.
Inzwischen haben sich mehrere Portale für Online-Petitionen entwickelt. Engagierte machen sich das Social Web zunutze, nutzen es als Infrastruktur, um Unterstützer zu mobilisieren, Wissen zusammenzutragen, Kampagnen zu starten oder Spenden zu sammeln. Dabei erweitern und stärken sie ihr Netzwerk durch Online-Volunteers.

### Agenda-Setting mit Hilfe sozialer Medien
Um in den Massenmedien Aufmerksamkeit zu erzeugen, sind in der Regel mehr Aufwand und finanzielle Ressourcen erforderlich. Im Web hingegen genügt manchmal die Resonanzfähigkeit eines Themas, die Verstärkung durch „Mund-zu-Mund-Propaganda“, die nicht nur Aufmerksamkeit, sondern auch Aktivität erzeugt. Neuigkeiten verbreiten sich viral. Das Phänomen der Mobilisierung einer Masse von Menschen mit Hilfe von Social Media wird als „Aufschaukelung der Netze“ bezeichnet. Die Konsequenz daraus kann eine Machtverschiebung sein: vom „Anbieter“ – Politik und Wirtschaft, aber auch die organisierte Bürgergesellschaft – zum „Nachfrager“, den engagierten Bürger(inne)n, die Social Media nutzen, um Themen auf die gesellschaftspolitische Tagesordnung zu setzen und sich damit aktiv in laufende Prozesse einzumischen.
Beispiele für Initiativen, die Social Media nutzen, um Engagierte zu mobilisieren und die politische Agenda zu beeinflussen, sind Fridays for Future, Avaaz und Campact.

### Selbsthilfe via soziale Medien
Soziale Medien bieten auch für das bürgerschaftliche Engagement in Form der Selbsthilfe neue Möglichkeiten. Knapp die Hälfte der von NAKOS betrachteten Selbsthilfevereinigungen, die im Web mit einer eigenen Seite präsent sind, bieten Betroffenen auf ihrer Website Möglichkeiten, miteinander in Kontakt zu kommen, sich untereinander auszutauschen, Rat zu geben und Trost zu spenden. Dafür werden am häufigsten Foren, Chats und Mailinglisten angeboten, die meist für alle Internetnutzer, teilweise ausschließlich für Mitglieder der Selbsthilfegruppe zugänglich sind. Für das Zusammentragen von Wissen – ein relevanter Teil der Selbsthilfearbeit – werden Wikis eingesetzt. Zudem werden Blogs, Twitter und Netzwerkplattformen wie Facebook genutzt. Der Austausch im Web wird grundsätzlich als niedrigschwellige Ergänzung zur gemeinschaftlichen „Face-to-Face-Selbsthilfe“ betrachtet, da sich Betroffene hier unabhängig von Ort und Uhrzeit und – wenn gewünscht – auch anonym begegnen können.

### Soziale Medien für zivilgesellschaftliche Organisationen
Mit Hilfe der erweiterten kommunikativen Möglichkeiten im Social Web können zivilgesellschaftliche Organisationen Transparenz erzeugen und durch gesteigerte Responsivität ihre Glaubwürdigkeit erhöhen. Sie können via Social Media auf ihre Arbeit und ihre Projekte aufmerksam machen und zudem Dialog- und Partizipationsmöglichkeiten einrichten, mit deren Hilfe Beziehungen zu den verschiedenen Stakeholder-Gruppen aufgebaut und gepflegt werden können. Auf diesem Weg lassen sich viel leichter als bislang Zugänge zum Wissen, zu den Erfahrungen und den Meinungsbildern der Anspruchsgruppen (Stakeholder) schaffen. Damit können klassische Formen der Vernetzung und des Dialogs ergänzt und intensiviert sowie neue Formen der Beteiligung geschaffen werden. Braucht eine Organisation Unterstützung in Form von Kompetenz oder in Form finanzieller Ressourcen, kann dies direkt in das Netzwerk kommuniziert werden. Auf diese Weise können Engagierte, die im Web bereits mit Vertretern der Organisation verkehren, in aktuelle Entwicklungen und Prozesse organisch eingebunden werden. Mit Hilfe von starken Netzwerken können zivilgesellschaftliche Organisationen das Prinzip der Koproduktion stärken: Das Wissen von Spezialisten wird mit der „Weisheit der Vielen“ zusammengeführt. Praktische Formen können etwa zeitlich begrenzte Konsultationsprozesse auf speziell dafür eingerichteten Online-Plattformen oder offene Diskussionsforen sein. Wikis können von Stakeholdern mit themenspezifischen Informationen gefüllt, Daten für Kartierungen zusammengetragen werden.
Solche Kommunikationsformen sind auch für die internen Prozesse von Organisationen relevant. Internetbasierte Anwendungen können Beschäftigten Möglichkeiten eines weniger hierarchischen und daher themenorientierten Austauschs bieten und ermöglichen ein effektiveres Wissensmanagement. Das Potenzial von Social Media lässt sich also auch in Kommunikations- und Aushandlungsprozessen nutzen, sowohl zwischen den Beschäftigten bzw. den Mitgliedern einer Organisation als auch zwischen einer Organisation und ihren Anspruchsgruppen.
Herausforderungen für zivilgesellschaftliche Organisationen
Der offene, partizipative Charakter, der die Kommunikation im Social Web prägt, konfrontiert zivilgesellschaftliche Organisationen mit Forderungen nach Transparenz, Responsivität und Beteiligungsoffenheit. Sich diesen Herausforderungen zu stellen, bedeutet in erster Linie, die Angst vor dem Verlust kommunikativer Kontrolle abzulegen, sich für den Online-Dialog und für partizipative – anstelle bislang vorwiegend hierarchisch strukturierter – Prozesse zu öffnen. Für die Nutzung des Potenzials von Social Media sind folglich nicht nur Medienkompetenz, die Bedienung von Software und formatgerechte Aufbereitung von Inhalten entscheidend, sondern auch und vor allem die Organisationskultur und das Selbstverständnis einer Organisation als Teil der Bürgergesellschaft. Daraus folgt, dass die Nutzung von Social Media nicht nur eine Erweiterung der Öffentlichkeitsarbeit bedeutet, sondern vor allem eine Bewusstseinserweiterung erfordert: Auch Entscheidungsträger in Vereinen, Verbänden und sonstigen Organisationen müssen das Potenzial von Social Media für die Bürgergesellschaft verstehen und Wege ebnen, um Beteiligungsmöglichkeiten via Social Media in Arbeitsprozesse zu integrieren. Die neuen Kommunikationsinstrumente zu nutzen bedeutet für zivilgesellschaftliche Organisationen somit nicht nur, ihre technisch-medialen Kompetenzen auszubauen, sondern auch, die internen Strukturen und Prozesse an die neuen Möglichkeiten anzupassen.

## Gesellschaftspolitische Herausforderungen
Die strukturellen Veränderungen von Kommunikation, die mit Internet und Social Media einhergehen, ziehen auch neue gesellschaftliche Aushandlungsprozesse nach sich. Je mehr die öffentliche Meinungsbildung durch die Kommunikation via Social Web beeinflusst wird, desto wichtiger ist es, dass alle Mitglieder der Gesellschaft Zugang zu diesem Kommunikationsraum haben und über die entsprechende Medien- und Kommunikationskompetenz verfügen. Da nicht jede gesellschaftliche Gruppe über die entsprechende Bildung, Medienkompetenz und technischen Möglichkeiten verfügt, um sich an gesellschaftspolitischen Debatten im Social Web zu beteiligen, kann dies zu einer tendenziellen Ausgrenzung dieser Gruppen führen. Social Media können zwar neue Dimensionen des bürgerschaftlichen Engagements öffnen, sie können aber ebenso neue Ausgrenzungsverhältnisse produzieren bzw. schon bestehende zementieren. Durch das Internet ist zwar die „herrschaftsfreie“ Informationsbeschaffung möglich geworden, doch bilden sich in diesem Kommunikationsraum auch die Probleme der „analogen“ Welt ab: Mit dem ungehinderten Zugang zu Informationen ist das Problem ihrer Verifizierung, und damit verbunden das der ungleichen Bildungsvoraussetzungen, keineswegs gelöst. Wer sich im Social Web an Prozessen beteiligen möchte, muss zudem nicht nur in der Lage sein, Social-Media-Anwendungen zu bedienen und dazu die passenden Orte im Web zu finden, sondern auch die eigene Meinung in einer Diskussion als verständlich formulierten Kommentar einfließen lassen können. Daher ist die Vermittlung von Medien- und Beteiligungskompetenz in Bildungsinitiativen für Menschen in allen Lebensphasen sehr wichtig. Für Menschen mit körperlichen oder geistigen Behinderungen oder Lern- und Leseschwierigkeiten müssen Angebote geschaffen werden, die ihren Ausdrucksmöglichkeiten und -bedürfnissen entgegenkommen. Auf der einen Seite ist dies eine technische Herausforderung, auf der anderen Seite betrifft dies die alternative Aufbereitung von Inhalten, z. B. in leicht verständlichen Texten, Grafiken, Videos und Audioformaten.

### Probleme und Kritik
Ein relativ neues Phänomen sind Hasskommentare – auch als Hate Speech bezeichnet. Im Dezember 2015 wurde in Deutschland eine Bund-Länder-Projektgruppe Bekämpfung von Hasspostings etabliert. 2017 wurden vom Bundeskriminalamt 2270 Anzeigen zu strafrelevanten Hasskommentaren registriert.
In Österreich wird seit Juli 2025 ein Social-Media-Verbot für Jugendliche unter 16 Jahren diskutiert. Das Vorhaben zielt primär darauf ab, junge Menschen vor schädlichen Inhalten, exzessiver Nutzung und möglichen negativen psychischen Auswirkungen zu schützen. Gleichzeitig soll es dazu beitragen, Medienkompetenz zu fördern und einen verantwortungsvollen Umgang mit digitalen Plattformen zu ermöglichen, wobei der Schutz der Jugendlichen im Spannungsfeld zu ihren Grundrechten steht. Der österreichische Rechtswissenschaftler und Philosoph Marlon Possard äußerte sich in einem Interview mit Krone TV im August 2025 kritisch zu solchen Maßnahmen. Er betonte, dass ein pauschales Verbot für Jugendliche problematisch sei, da es die Grundrechte der jungen Menschen einschränken könnte. Possard plädierte stattdessen für eine differenzierte Betrachtung, die sowohl die Rechte als auch die Pflichten der Jugendlichen berücksichtigt. Er sprach sich dafür aus, die Medienkompetenz von Jugendlichen zu fördern und ihnen die Möglichkeit zu geben, verantwortungsvoll mit digitalen Plattformen umzugehen. Ein pauschales Verbot würde seiner Ansicht nach nicht die gewünschten Ergebnisse erzielen und sei bereits aufgrund der geplanten Altersregelung fragwürdig, da die Mündigkeit für Minderjährige gemäß § 21 Abs. 2 ABGB in Österreich bereits ab dem Alter von 14 Jahren greift.

### Ausschluss von Nutzern durch Stellen der öffentlichen Gewalt
In Deutschland wurden im Jahr 2018 etwa 270 Nutzer von Bundesbehörden auf Social Media blockiert. Am Beispiel des Kurznachrichtendienstes Twitter stellten die Wissenschaftlichen Dienste des Deutschen Bundestages fest, dass Stellen der öffentlichen Gewalt grundsätzlich und je nach Fallgestaltung in die folgende Grundrechte eingreifen:
- Die Meinungsfreiheit des Nutzers, insofern er Beiträge der öffentlichen Stelle nicht mehr kommentieren kann (Art. 5 Abs. 1 S. 1 GG);
- die Informationsfreiheit des Nutzers, insofern er die Beiträge der öffentlichen Stelle nicht mehr oder nur unter erschwerten Bedingungen einsehen kann (Art. 5 Abs. 1 S. 1 GG);
- das Recht auf gleiche Teilhabe an öffentlichen Leistungen und Einrichtungen (Art. 5 Abs. 1 S. 1 GG, Art. 3 Abs. 1 GG);
- die Pressefreiheit, insofern der Nutzer Medienvertreter ist (Art. 5 Abs. 1 S. 2).

In Deutschland wurden verschiedene Fälle bekannt, in denen sich Betroffene auf dem Rechtswege gegen Amtsträger wehrten, so im Jahr 2019 in den Fällen von Niels Annen, damaliger Staatsminister im Auswärtigen Amt, und Bodo Ramelow, thüringischer Ministerpräsident. In beiden Fällen betonten die Beklagten, als Privatpersonen gehandelt zu haben. Die Abgrenzungskriterien für die private oder hoheitliche Nutzung von Social Media-Konten durch Amtsträger wurden gerichtlich nicht geklärt, da die Beklagten die Blockade der Nutzer nach öffentlicher Kritik rückgängig gemacht hatten.
In den USA wertete ein Berufungsgericht im Juli 2019 Twitter-Blockaden des US-Präsidenten Donald J. Trump gegenüber Kritikern als Verstoß gegen die Meinungsfreiheit. Das US-Justizministerium hatte in dem Verfahren – erfolglos – argumentiert, dass Trumps Twitter-Konto bereits vor dem Amtsantritt als US-Präsident eingerichtet worden sei und er die Sperrungen als Privatperson vornehme.
In der Diskussion stehen weiterhin die Anforderungen der Grundrechte an das Verhalten des Staates gegenüber Nutzern auf Social Media, die auch das Blockieren von Nutzern oder Löschen einzelner Beiträge betreffen.

### Vergleichsstudien
Nach Ergebnissen der ARD/ZDF-Onlinestudie 2010 betrachteten 9 % der Männer, aber nur 5 % der Frauen „die Möglichkeit, aktiv Beiträge zu verfassen und ins Internet zu stellen“, als „sehr interessant“. Zwar waren mehr Frauen auf privaten Netzwerkplattformen aktiv; mit öffentlichen Beiträgen hielten sie sich jedoch eher zurück.
Bei der Verwendung sozialer Netzwerkseiten ist der Nutzer ununterbrochen Vergleichsinformationen ausgesetzt. Meistens sind diese Grundlage für Aufwärtsvergleiche: Menschen neigen dazu, vor allem solche Fotos zu posten, auf welchen sie attraktiv erscheinen. Beispielsweise konnte gezeigt werden, dass bei der Fitspiration-Bewegung vor allem Bilder von dünnen und muskulösen Körpern gepostet werden.
Mehrere Studien konnten negative Effekte durch sozialen Vergleich zeigen: Facebook nutzende Mädchen beschäftigen sich eher mit der Kontrolle ihres körperlichen Erscheinungsbildes und neigen eher dazu, Schlankheit anzustreben und zu idealisieren. Des Weiteren korreliert eine hohe Nutzung des sozialen Netzwerks Instagram mit einem negativen Körperbild (r=−0.12). Hierbei muss jedoch die Frage gestellt werden, in welchem Maß die Instagram-Nutzung tatsächlich als Ursache für das schlechtere Körperbild anzusehen ist, da die entsprechende Studie querschnittlich angelegt war.
Ob Assimilationseffekte, welche die negativen Folgen von sozialen Aufwärtsvergleichen abschwächen können, auch bei sozialen Netzwerkseiten im selben Umfang auftreten, gilt es noch zu klären.
Insgesamt ist es naheliegend, dass vor allem negative Effekte wie Neid oder verringertes Wohlbefinden durch ständige soziale Vergleiche auf sozialen Netzwerken zu beobachten sind, allerdings sollten auch potentielle Moderatorvariablen und mögliche positive Einflüsse wie Inspiration oder Ansporn beachtet werden.

## Unternehmerische Anwendungsfelder
Bei der unternehmerischen Nutzung von sozialen Medien muss man zwischen der externen und der internen Nutzung sozialer Medien unterscheiden. Unter die externe Nutzung fallen alle Fälle, in welchen die Unternehmen auf schon bestehende, vom Unternehmen unabhängige soziale Plattformen zugreifen. Zur internen Nutzung zählt der Gebrauch der Technologie sozialer Medien mit dem Ziel, unternehmenseigene Kommunikationsstrukturen zu unterstützen.

### Externe Nutzung
Bei der externen unternehmerischen Nutzung sozialer Medien wird das Unternehmen zum Beispiel über ein eigenständiges Unternehmensprofil auf einer Social-Media-Plattform repräsentiert. Der Nutzen für ein Unternehmen kann darin bestehen, Brand Awareness und Kundenbindung zu stärken und von den Empfehlungen oder anderen Formen der Unterstützung zufriedener Kunden zu profitieren.
Was kommuniziert wird, fällt auch auf das Unternehmen zurück. Unternehmen geben sich daher oft Social Media Guidelines, in denen geregelt ist, wie der einzelne Mitarbeiter agieren darf, kann oder sogar soll, wenn er bei seinen Aktivitäten im Internet als Mitarbeiter erkennbar ist. Solche Richtlinien gelten für alle im Unternehmen, ganz gleich, ob es zu ihren Aufgaben gehört, für das Unternehmen zu kommunizieren oder nicht, und müssen entsprechend bekannt gemacht werden. Solche Guidelines können ihren Zweck jedoch nur dann erfüllen, wenn die Mitarbeiter die Zusammenhänge in den Sozialen Medien verstehen. Auf Arglosigkeit und unzureichende Medienkompetenz ist es zurückzuführen, wenn im Internet Betriebsgeheimnisse auftauchen oder ein Mitarbeiter offen über sein Unternehmen lästert.
Im Bereich der Medienbeobachtung für Marketing und PR besteht Social Media Monitoring als zusätzliches Geschäftsfeld für Unternehmen.
Erfolgreiche Kommunikation lässt sich mittels Leistungskennzahlen messen. Gemessen wird im einfachsten Fall die Reichweite eines Unternehmensprofils und seiner Beiträge.

#### Marketing
Social Media Marketing (SMM) ist eine Form des Online-Marketings, die Branding- und Marketing-Kommunikationsziele durch die Beteiligung in verschiedenen Social-Media-Angeboten erreichen will. Social Media kann zum Marketing-Mix gezählt werden, denn es kommt zum Einsatz beim Produktionsprozess (Crowdsourcing), fungiert als Marktforschungsinstrument (Social Media Monitoring), ist im Vertrieb präsent (Social Commerce) und zählt auch zu der Markenkommunikation (Empfehlungsmarketing).
Im Fokus von Social-Media-Marketing stehen gewöhnlich drei Bemühungen
- Aufmerksamkeit für die Marke bzw. das Produkt generieren
- Generieren von Online-Unterhaltungen zu Unternehmensinhalten
- Animieren der Nutzer zum Teilen von Unternehmensinhalten mit ihrem Netzwerk.

#### Monitoring
Social Media Monitoring bezeichnet die systematische, kontinuierliche und themenspezifische Suche, Erhebung, Aufbereitung, Analyse, Interpretation und Archivierung von Inhalten aus sozialen Medien (z. B. Diskussionsforen, Blogs, Mikroblogging und Social Communities wie Facebook, Google+ oder Twitter) zu managementrelevanten Themen. Es zielt darauf ab, einer Organisation einen kontinuierlichen Überblick über Markttrends im eigenen und in angrenzenden Märkten zu geben – sowohl in Bezug auf das eigene Unternehmen als auch auf Marktteilnehmer im horizontalen und vertikalen Wettbewerb.
Im Unterschied zur einmaligen bzw. in regelmäßigen Abständen durchgeführten Social-Media-Analyse wird Social Media Monitoring kontinuierlich durchgeführt. Um Stimmungen in Gruppen erkennen zu können, wird eine Sentimentanalyse (Stimmungsanalyse) vorgenommen, die Einzelmeinungen einer definierten Gruppe bewertet. Diese Analyseform wird meistens manuell vorgenommen, da automatische Sentimentanalysen noch ungenau sind. Um Krisen- oder Problemsituationen rechtzeitig zu erkennen, werden Alerts eingesetzt. In definierten Situationen (Sentiment negativ oder positiv) informieren diese den Ersteller.
Social Media Monitoring wird in erster Linie von Unternehmen, aber auch von Verbänden und politischen Parteien genutzt, um unmittelbare Meinungen, Kritik und Anregungen zu Produkten oder Dienstleistungen zu erhalten. Um Social Media Monitoring zu betreiben, stehen sowohl kostenlose Werkzeuge als auch professionelle und damit kostenpflichtige Dienstleistungen im Internet zur Verfügung. Unternehmen, die diese Dienstleistung zur Verfügung stellen, bieten häufig zusätzliche Marketingmaßnahmen, die sich aus den Beobachtungen ableiten und zu einem positiveren Bild innerhalb Sozialer Medien verhelfen sollen. Die Reputation bzw. den Ruf einer Organisation im E-Business in dieser Weise zu beeinflussen, wird als Online Reputation Management bezeichnet.

#### Kundenservice
Einige Unternehmen bieten Kundenservice via Social Media, z. B. über Facebook oder Twitter an. Im Gegensatz zu traditioneller Hilfe bei Produkt- und Serviceproblemen ist für den Kunden bei Kundenservice via Social Media kein externes Kommunikationsmedium (Hotline, E-Mail, Brief) nötig. Der Kunde kann sich aus seiner gewohnten Social-Media-Umgebung heraus mit einer einfachen Markierung des Unternehmens an den Support wenden.
Ist das Problem eines Kunden komplex, wird der Fall im Allgemeinen doch zum Standardkundenservice weitergeleitet und die folgende Kommunikation läuft per E-Mail, Telefon oder Post.

#### Vertrieb
Im Vertrieb können soziale Medien dazu genutzt werden, Kontakte mit Geschäftspartner zu etablieren und über das Medium Produkte direkt an den Kunden zu verkaufen. Verkäufer können direkt über die Netzwerke nach potenziellen Kunden suchen und diese daraufhin kontaktieren, um Verkaufsgespräche zu starten.

#### Human Resources
Innerhalb des Personalmanagements und des Personalmarketings bieten soziale Medien große Potenziale hinsichtlich der Rekrutierung des Personals. Da in sozialen Netzwerken die Mitglieder private Informationen mit anderen teilen (wie z. B. erlangte Abschlüsse), bietet sich für den Arbeitgeber die Möglichkeit, noch vor einem Bewerbungsgespräch an weitere Informationen zu den Bewerbern zu gelangen und abzuschätzen, ob diese die Voraussetzungen erfüllen.
Des Weiteren können Arbeitgeber über soziale Netzwerke mit ehemaligen Mitarbeitern in Kontakt bleiben.
Der Einsatz sozialer Medien ist im Personalmanagement jedoch nicht nur auf die Personalgewinnung beschränkt. Es besteht eine Vielzahl an Einsatzmöglichkeiten bspw. in der Personalentwicklung oder der Personalbeurteilung.
In der Personalentwicklung finden etwa Virtual Game Worlds (z. B. World of Warcraft) oder Virtual Social Worlds (z. B. Second Life) Anwendung. Bei den Virtual Game Worlds erweitern Mitarbeiter durch Online-Spiele ihre sozialen Fähigkeiten durch Interaktion von Avataren mit Charakteren, die im eigenen Leben nicht existieren. Im Vergleich dazu führen die Mitarbeiter in Virtual Social Worlds ein mit dem eigenen Leben vergleichbares Leben und sind nicht an bestimmte Umgebungen gebunden. Die Ergebnisse des Spiels und des Verhaltens der Mitarbeiter in den virtuellen Welten können vom Personalmanagement ausgewertet und im Rahmen der Personalbeurteilung in Feedbackgesprächen herangezogen werden.
Weiterhin ist in der Personalentwicklung der Einsatz von Podcasts, vor allem für Onboarding-Prozesse neuer Mitarbeiter in das Unternehmen oder Wikis, die zum Wissensaustausch beitragen, denkbar.

### Interne Nutzung
Die Schwerpunkte bei der internen Nutzung liegen im Bereich der Kommunikation und des Wissensmanagements. Vor allem große Unternehmen mit global verteilten Mitarbeitern und Projektteams können von den Social-Media-Technologien profitieren.
Laut einer durchgeführten Studie unter Angestellten eines Unternehmens, welches soziale Medien nutzt, empfanden 62,5 % der Befragten soziale Medien als nützlich für ihre Arbeit. Mehr als die Hälfte der Befragten sagten aus, dass soziale Medien ihnen helfen würden, ihre Aufgaben schneller zu bewältigen und ihre individuelle Arbeitsproduktivität zu steigern. Einer der Hauptvorteile der Einbindung sozialer Medien in die Unternehmensstruktur ist das verbesserte Potenzial der Kommunikation, der Zusammenarbeit und des Wissensmanagement innerhalb der Organisation. Dieses zusätzliche Potenzial wächst mit der Unternehmensgröße und verteilt sich über geographisch verteilte Standorte multinationaler Unternehmen.
Zum Beispiel sollen IBM-Mitarbeiter dank des IBM-Netzwerkservices „Blue Pages“, eine Art soziales Netzwerk, im Vergleich zu traditionellen „Telefonbuchlösungen“ ca. 72 Minuten je Monat und Mitarbeiter einsparen.

### Probleme der unternehmerischen Nutzung
Eines der Probleme bei der unternehmerischen Nutzung sozialer Medien ist die Motivierung der Mitarbeiter. Eine Studie hat ergeben, dass die Akzeptanz gegenüber sozialen Medien mit dem Alter der Nutzer negativ korreliert. Demnach wiesen Nutzer im Jahr 2009 unter dem Alter von 35 eine signifikant erhöhte Akzeptanz gegenüber sozialen Medien im Berufsleben auf als ihre älteren Kollegen. Hierfür stehen mehrere Motivationstheorien zur Erklärung zur Verfügung, z. B. die
Valenz-Instrumentalitäts-Erwartungs-Theorie
Die Motivation einer Person zur Ausführung einer Handlung basiert der Valenz-Instrumentalitäts-Erwartungs-Theorie zufolge auf drei Komponenten:
- Instrumentalität (instrumentality): Beziehung zwischen dem Handlungsergebnis und den daraus resultierenden Handlungsfolgen. z. B.: „Wird mir das soziale Medium tatsächlich helfen, Kontakte zu meinen Mitarbeitern zu pflegen?“
- Valenz (valence): Wie wünschenswert ist ein Vorteil, den ich aus dem sozialen Medium für mich ziehe (sehr wichtig vs. weniger wichtig)?
- Erwartung (expectancy): Wie wahrscheinlich ist es, dass das soziale Medium dazu führt, dass ich bessere Kontakte knüpfen kann?

## Gesundheit
Laut einer britischen Studie von 2024 sind junge Erwachsene wesentlich aufgrund der sozialen Medien immer unglücklicher, auch weil der ständige Vergleich mit anderen dazu führe, dass sich Jugendliche häufig als mangelhaft erleben würden. Sie sähen stärker ihre Defizite, und ihre Schwelle, im realen Leben mit Menschen in eine Beziehung zu treten, steige immer mehr an.
Nutzer zwischen 19 und 32 Jahren, welche viele verschiedene (7–11) Social-Media-Plattformen nutzen, haben gegenüber Nutzern weniger Plattformen (0–2) eine signifikant erhöhte Wahrscheinlichkeit, an Depressionen oder Angststörungen zu leiden.
In einer meta-analytischen Untersuchung wurde der Zusammenhang zwischen Social Media Nutzung mit dem individuellen Wohlbefinden, der schulischen Leistung und der Persönlichkeitsdimension Narzissmus untersucht. Insgesamt ergaben die Ergebnisse der einbezogenen Studien ein eher komplexes, heterogenes Bild der Zusammenhänge. Es konnten kleine bis mittlere Zusammenhänge zwischen der Intensität der Social Media Nutzung und Einsamkeit, dem Selbstwertgefühl, Lebenszufriedenheit, Narzissmus und selbst berichteten Depressionen nachgewiesen werden. Stärkere Zusammenhänge wurden zwischen der Intensität der Social Media Nutzung und einem schlankeren Körperidealbild sowie einem höheren sozialen Kapital nachgewiesen. Social Media Nutzung kann negative Auswirkungen auf die schulischen Leistung haben.

## Persönlichkeit der Nutzer
In zwei Querschnittsstudien und einer Längsschnittuntersuchung wurde die Hypothese geprüft, ob die Intensität der Nutzung von sozialen Medien Auswirkungen auf die Selbstkonzeptklarheit von Probanden hat. Unter Selbstkonzeptklarheit versteht man das Ausmaß, in dem eine Person sich ihrer Fähigkeiten, Vorlieben und typischen Verhaltensweisen bewusst ist. Eine Person mit hoher Selbstkonzeptklarheit weiß, wer sie ist, was sie kann und wie sie nach außen wirkt. Die Ergebnisse der Analysen ergaben einen negativen Zusammenhang zwischen der Facebook-Nutzungsintensität und der Selbstkonzeptklarheit. Die Ergebnisse der Cross-Lagged-Panel-Analyse zeigten, dass die Intensität der Facebook-Nutzung einen Rückgang der Selbstkonzeptklarheit im Laufe der Zeit vorhersagte, während eine umgekehrte Wirkrichtung nicht ermittelt werden konnte.
Aufgrund von heterogenen Forschungsergebnissen bezüglich des Zusammenhangs zwischen der Social-Media-Nutzung und Schüchternheit von Probanden und Probandinnen wurde eine Meta-Analyse berechnet, in die 50 Studienergebnisse mit insgesamt 6989 Probanden und Probandinnen aufgenommen wurden. Die Autoren nahmen an, dass die Divergenz der bisherigen Ergebnisse durch die Wirkung des Social-Media-Nutzungsmusters als Moderatorvariable zustande kamen. Diese Hypothese konnte durch die Ergebnisse der Meta-Analyse gestützt werden. So korrelierte die Schüchternheit von Probanden und Probandinnen signifikant mit aktivem Social-Media-Verhalten (Bilder posten etc.) und der Anzahl der Social-Media-Kontakte. Im Unterschied dazu konnte dieser Zusammenhang für ein gewöhnliches oder passives Social-Media-Nutzungsverhalten nicht nachgewiesen werden. Mittels eines meta-analytischen Mediationsmodells konnte gezeigt werden, dass die Anzahl der Social-Media-Kontakte einen zuvor identifizierten negativen Zusammenhang zwischen Schüchternheit und Wohlbefinden teilweise erklären kann.

## Ausbildung und Lehre
Social Media wird heute an Universitäten und Fachhochschulen gelehrt, eine Ausbildung ist zudem in Volontariaten in Unternehmen oder Agenturen möglich. An vielen Universitäten ist Social Media Lehrbestandteil kommunikations- und medienwissenschaftlicher Bachelorstudiengänge. Den deutschlandweit ersten grundständigen Bachelor-Studiengang „Social Media Systems“ bietet die Technische Hochschule Mittelhessen in Gießen an.
In Österreich bietet die Universität für Weiterbildung Krems das berufsbegleitende Studium Digitale Kommunikation im Blended-Learning-Format an, bei dem sich geblockte Präsenzphasen mit Einheiten des Selbststudiums abwechseln. Ferner kann dieses viersemestrige Studium als Master of Science absolviert werden, bei geringerem Zeiteinsatz kann auch ein Certified Programm (2 Semester) oder ein Einzelmodul absolviert werden.
Durch die wachsende Relevanz von Tätigkeiten, die unter dem Begriff Social Media subsumiert werden können, schreitet auch die Professionalisierung des Tätigkeitsbereiches weiter voran. Damit einhergehend steigen auch die Anforderungen an zukünftige Fachkräfte.
Qualifizierungsmöglichkeiten werden momentan oftmals in Form von Kompaktseminaren angeboten, Vollzeitlehrgängen (z. B. an der Journalistenakademie), berufsbegleitenden Lehrgängen (z. B. über die Deutsche Presseakademie), in berufsbegleitenden Studiengängen (z. B. an der Leipzig School of Media) oder auch als Fernlehrgang an verschiedenen zertifizierten Fernuniversitäten und -schulen.